# مؤيد خالد
مؤيد خالد سالم الخميساوي، من مواليد 1 سبتمبر 1987، لاعب كرة قدم عراقي.
يلعب مع نادي القوة الجوية.
بدأ باللعب مع منتخب العراق لكرة القدم في 2009.

## روابط خارجية
- مؤيد خالد على موقع الاتحاد الدولي (مؤرشف)  (الإنجليزية)
- مؤيد خالد على موقع قاعدة بيانات كرة القدم.إي يو (الإنجليزية)
- مؤيد خالد على موقع ناشيونال فوتبول تيمز (الإنجليزية)
- مؤيد خالد على موقع عالم كرة القدم.نت (الإنجليزية)
- مؤيد خالد على موقع كووورة